# M27 Infantry Automatic Rifle
O M27 Infantry Automatic Rifle (IAR) é uma arma 5,56 leve, de fogo seletivo e alimentada por carregador projetada e fabricada pela empresa alemã Heckler & Koch, baseada no fuzil HK416. É usado pelo Corpo de Fuzileiros Navais dos Estados Unidos e destina-se a aprimorar a maneabilidade dos fuzileiros automáticos. O Corpo de Fuzileiros Navais dos EUA planejou inicialmente comprar 6.500 M27s para substituir uma parte das metralhadoras leves M249 empregadas por fuzileiros automáticos nos Batalhões de Infantaria e Reconhecimento Blindado Leve. Aproximadamente 8.000 a 10.000 M249s permanecerão em serviço com o Corpo de Fuzileiros Navais para serem usadas a critério dos comandantes das companhias. Em dezembro de 2017, o Corpo de Fuzileiros Navais anunciou que equiparia todos os membros de um esquadrão de infantaria com o M27.

## História

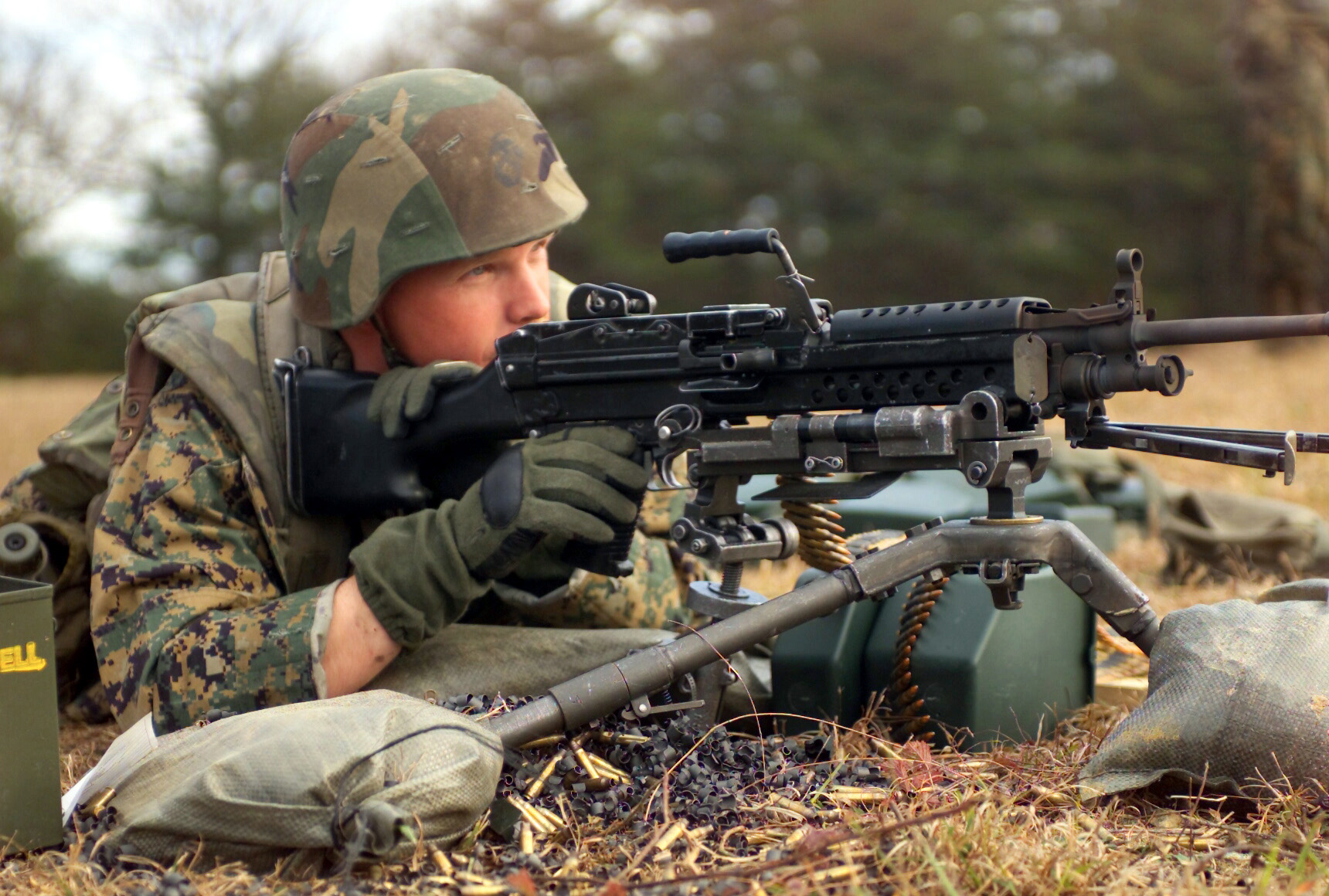
Um fuzileiro naval dos EUA disparando uma M249 de um tripé M122A1 em um campo de tiro em novembro de 2003.

Em 1985, o Corpo de Fuzileiros Navais dos EUA adotou a M249 Squad Automatic Weapon (SAW), um ano após o Exército dos EUA. A aquisição desta metralhadora leve com peso de 10 kg foi uma decisão de nível de serviço porque a arma foi adotada pelo Exército com um método de contrato que o Corpo de Fuzileiros Navais poderia usar. Enquanto a M249 alimentada por fita era portátil e tinha um grande volume de fogo, seu peso relativamente alto significava que os artilheiros poderiam ter problemas para acompanhar os fuzileiros.
A metralhadora leve M249 fornece aos esquadrões de infantaria a alta cadência de tiro de uma metralhadora combinada com precisão e portabilidade próximas às de um fuzil. Ela pode ser alimentada a partir de fita ou carregadores STANAG, como os usados no M16 e na M4. M249s viram ação em todos os principais conflitos envolvendo os Estados Unidos desde a Invasão do Panamá pelos Estados Unidos em 1989.

## Infantry Automatic Rifle (IAR)

### Antecedentes
Em 1999, uma Declaração Universal de Necessidade foi emitida para um Infantry Automatic Rifle (IAR). Por volta de 2000, o 2º Batalhão, 7º Regimento de Fuzileiros Navais, da 1ª Divisão do Corpo de Fuzileiros Navais, conduziu testes iniciais limitados do IAR, que confirmaram a conveniência de um fuzil automático leve. A principal diferença entre um fuzil de infantaria mais leve e um fuzil automático mais pesado é a capacidade do último de manter um fogo sustentado e contínuo sem interrupções, superaquecendo o cano ou a armação e perdendo precisão. As experiências no Iraque e no Afeganistão resultaram em pedidos formais de recomendações. A Declaração Universal de Necessidade ficou seis anos passando pelo processo de aquisição antes que um programa oficial fosse iniciado, e uma lista de capacidades necessárias foi criada no início de 2005.
O programa Infantry Automatic Rifle começou em 14 de julho de 2005, quando o Corpo de Fuzileiros Navais enviou solicitações de informações a fabricantes de armas. As características desejadas na arma incluíam: portabilidade e maneabilidade; semelhança na aparência com outros fuzis do esquadrão, reduzindo a probabilidade de o artilheiro receber atenção especial do inimigo; facilitação da participação do artilheiro em operações contra-insurgência e capacidade de manter um alto volume de fogo. Um requisito inicial para um carregador com capacidade mínima de 100 cartuchos foi descartado em favor do carregador STANAG de 30 cartuchos, porque, no início dos testes, os carregadores de 100 cartuchos disponíveis não eram confiáveis. O calibre foi especificado como 5,56×45mm com munição não ligada, de modo a obter uma semelhança com os fuzis de serviço existentes.

### Testes
Em 2006, foram emitidos contratos para várias fabricantes por amostras de armas. A Fabrique Nationale d'Herstal enviou uma variante IAR do FN SCAR, a Heckler & Koch (H&K) enviou uma variante do HK416 e a Colt Defense enviou dois projetos. As empresas que tentaram competir, mas que não foram aceitas como finalistas dos testes, incluem a LWRC International com o M6A4 IAR, a Patriot Ordnance Factory  e a General Dynamics Armament and Technical Products com o CIS Ultimax 100 MK5 (comercializado como GDATP IAR).
Em dezembro de 2009, a arma da H&K venceu a competição e entrou em um período de cinco meses de testes finais. No verão de 2010, foi formalmente designada como M27 Infantry Automatic Rifle, compartilhando coincidentemente uma designação com o 2º Batalhão, 7º Regimento de Fuzileiros Navais, que vinha testando fuzis automáticos desde 2001.

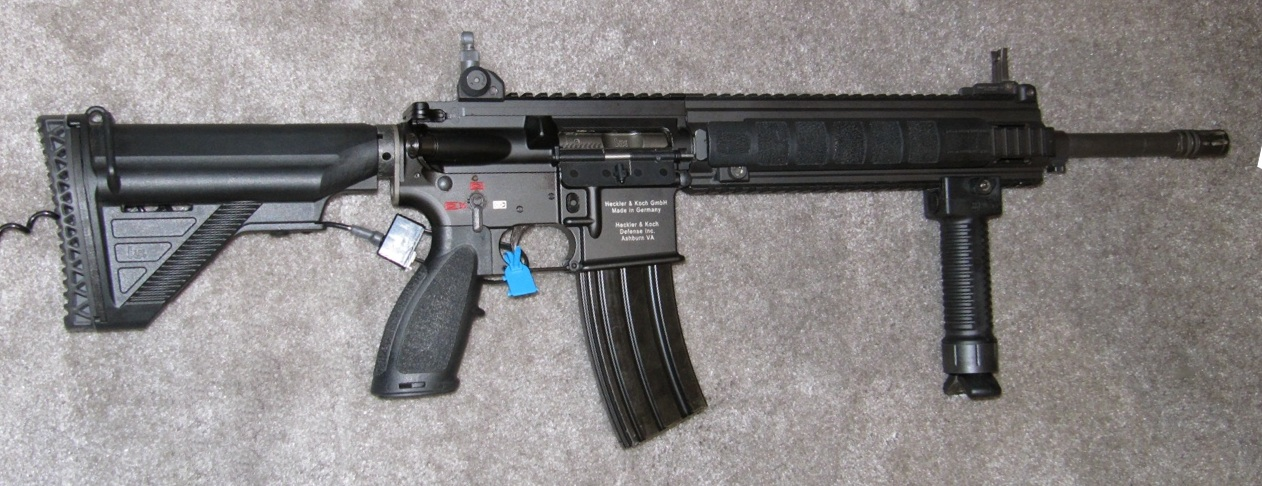
Um M27 IAR exibido na NDIA Joint Armaments Conference em maio de 2010.

### Implantação
Após a Atividade Operacional de Teste e Avaliação do Corpo de Fuzileiros Navais realizar testes adicionais no MCAGCC Twentynine Palms, Fort McCoy e Camp Shelby (respectivamente para condições de poeira, clima frio e clima quente), começou uma entrega limitada de 458 IARs para quatro Batalhões de Infantaria (um para cada Força Expedicionária de Fuzileiros Navais e outro para a Reserva do Corpo de Fuzileiros Navais) e um Batalhão de Reconhecimento Blindado Leve, os quais foram implantados no Afeganistão em 2011.
Em maio de 2011, o general do Corpo de Fuzileiros Navais James Amos aprovou a conclusão da Avaliação Limitada de Usuário (LUE) e ordenou a substituição da metralhadora leve M249 pelo M27. Esperava-se que a implantação de aproximadamente 6500 M27s fosse concluída no verão de 2013, a um custo de 13 milhões de dólares. Cada artilheiro do M27 deveria ser equipado com cerca de vinte e dois carregadores de 30 cartuchos do tipo que está atualmente em uso com o M16 e com a carabina M4, aproximando-se da carga de combate de um artilheiro da M249 SAW; embora não se esperasse que o artilheiro do M27 transportasse todos os vinte e dois carregadores. A carga de combate individual seria determinada no nível da unidade e esperava-se que variasse de acordo com a unidade, com base nos resultados das avaliações realizadas pelos quatro Batalhões de Infantaria e um Batalhão de Reconhecimento Blindado Leve que participaram da Avaliação Limitada de Usuário. Embora os funcionários do programa estivessem cientes de que a troca do M249 alimentado por fita resultaria em perda da capacidade de fogo supressivo, Charles Clark III, do Gabinete de Integração e Desenvolvimento de Combate do Corpo de Fuzileiros Navais, citou a precisão substancialmente aumentada do M27 como um fator significativo na decisão de substituir a M249.

### Substituição do M16/M4
No início de 2017, o comandante do Corpo de Fuzileiros Navais, general Robert Neller, disse que queria equipar todos os fuzileiros "0311" com um M27 IAR. Por esse motivo, o Corpo de Fuzileiros Navais emitiu um pedido no início de 2017 para 11.000 M27 IARs da H&K. Enquanto falava sobre o pedido do Corpo, Chris Woodburn, chefe do Ramo de Manobras no Comando de Desenvolvimento de Combate do Corpo de Fuzileiros Navais, disse: "A nova ordem substituirá todos as M4s em todos os esquadrões de infantaria por um M27, exceto o líder do esquadrão". Ele também afirmou que a mudança inclui Batalhões de Treinamento de Infantaria. O cronograma de financiamento foi planejado para os anos fiscais de 2019 e 2020, com o Corpo adquirindo alguns dos fuzis no ano fiscal de 2018. Em agosto de 2017, funcionários declararam que "os fuzileiros são a principal prioridade", mas que o M27 "estará nas mãos de engenheiros de combate e franco-atiradores dos Batalhões de Reconhecimento Blindado Leve a seguir". Mais tarde, o Corpo emitiu um aviso de pré-solicitação para o M27: "O novo aviso de pré-solicitação de 50.184 M27s", disse Woodburn, "visa aumentar a capacidade de produção que a H&K deve poder atender como única fornecedora do M27, caso os fuzileiros navais decidam encomendar mais no futuro". No SHOT Show de 2018, o Corpo de Fuzileiros Navais anunciou que o acordo com a H&K para produzir 11.000 M27s para o Corpo havia sido finalizado e que o M27 IAR seria adotado como o fuzil de serviço padrão da infantaria do Corpo de Fuzileiros Navais, substituindo a M4A1. Em 2019, foi relatado que os últimos dos M27s chegariam ao inventário do Corpo de Fuzileiros Navais e espera-se que estejam nas mãos de cada soldado de infantaria, do comandante do pelotão para baixo, até meados de 2021. Por fim, o Corpo comprou pouco mais de 14.000 M27s, disse Manny Pacheco, porta-voz do Comando de Sistemas do Corpo de Fuzileiros Navais, ao Marine Corps Times. Os fuzis foram comprados em uma estimativa inicial de 1.600 compras, seguida por 2.600 em 2017, 2.900 em 2018 e 7.000 em 2019. À data de 2019, entre 6.000 e 7.000 fuzis ainda não haviam sido colocados em uso.

### Debate sobre fogo supressivo

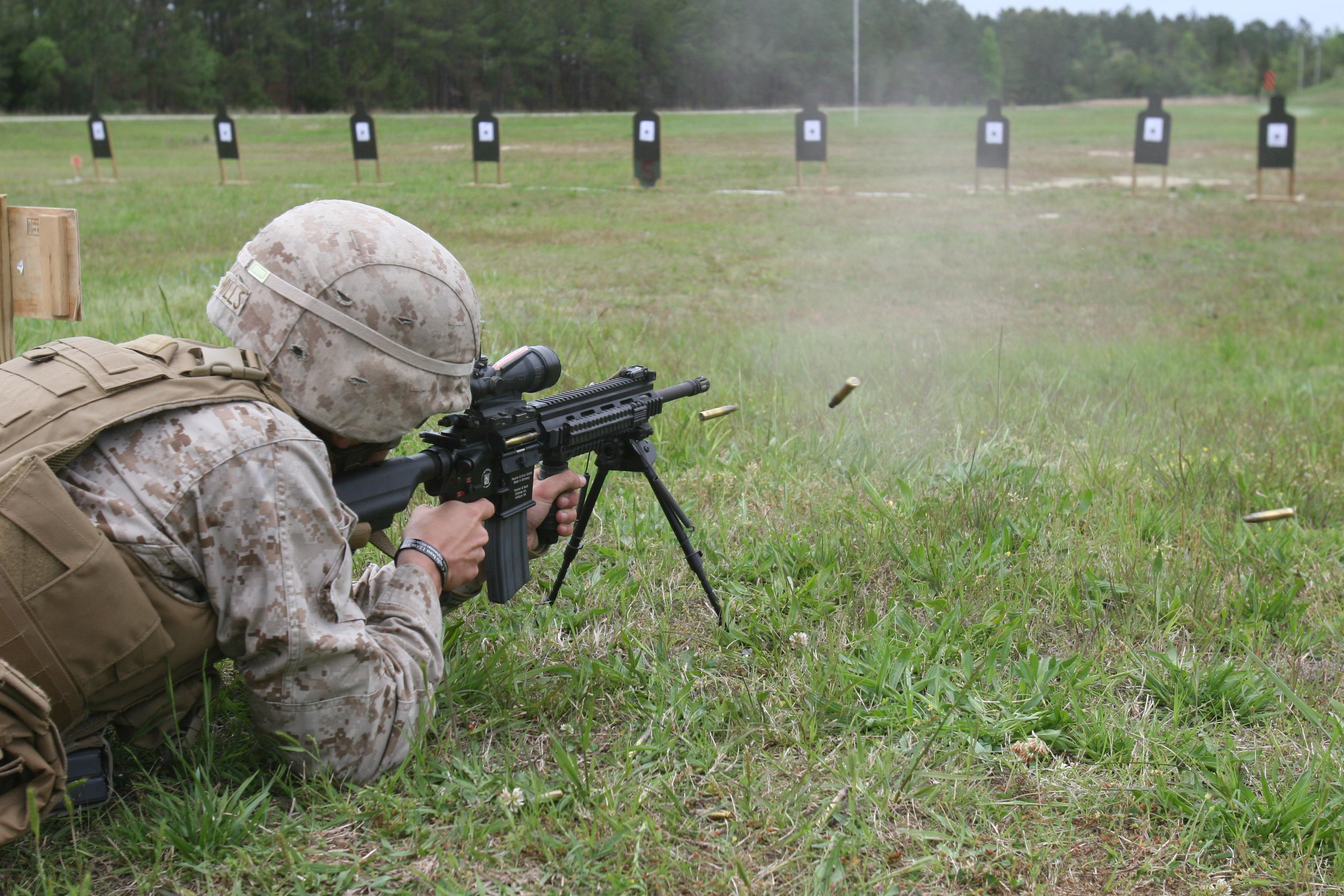
Um fuzileiro naval dos EUA pratica o disparo de um M27 IAR no modo automático em abril de 2012.

Enquanto o Comando de Sistemas do Corpo de Fuzileiros Navais estava otimista em relação aos testes operacionais, o ex-comandante do Corpo de Fuzileiros Navais, general James T. Conway, permaneceu cético por causa da redução no poder de fogo em nível de esquadra que resultaria se o M27 fosse adotado. Ele achava que, embora mais preciso, era improvável que o M27 oferecesse superioridade de fogo sobre a M249 alimentada por fita. Um fuzil alimentado por carregador, exigindo recarregamento frequente, não seria capaz de sustentar a mesma cadência de tiro. Em um tiroteio, os membros do esquadrão que transportam carregadores extras para o M27 nem sempre podem estar em posição de fornecê-los ao artilheiro. Além disso, a SAW já era uma arma comprovada em batalha. Também foi significativo o fato de que o Exército havia escolhido não seguir o conceito do IAR.
A noção de que M27 representa uma redução de fogo supressivo gerou um debate considerável entre os proponentes da M249 SAW dentro da infantaria e aqueles que defendem que uma arma mais leve, mais maneável e mais precisa é suficiente para apoiar operações ofensivas em nível de esquadrão. É discutível, de fato, que os funcionários do programa realmente admitam a perda de capacidades de fogo supressivo, já que as únicas declarações de preocupação com esse conceito foram feitas pelo general Conway.
Com uma SAW, a doutrina de fogo supressivo é som do fogo contínuo, com disparos passando perto do inimigo. Embora o volume de fogo da M249 possa ser maior, ela é menos precisa. Tropas experientes que lidaram com fogo inimigo são menos propensas a procurar proteção dos disparos se eles não estiverem perto o suficiente. Com um IAR, a doutrina é que menor volume de fogo é necessário com melhor precisão; menos cartuchos precisam ser usados e os fuzileiros automáticos podem permanecer em combate por mais tempo e em mais situações.
Outro do benefício do M27 sobre a M249 é que, em muitos aspectos, se assemelha a uma carabina M4, usada pelo resto do esquadrão. Isso dificulta a identificação pelas tropas inimigas e, se substituísse todas as M4s e M249s, permitiria o uso dos exatos mesmos carregadores de maneira rápida e fácil.

## Análise de combate
O IAR foi usado em serviço pela primeira vez em dezembro de 2010. O 1º Batalhão, 3º Regimento de Fuzileiros Navais foi enviado ao Afeganistão em abril de 2011 com 84 IARs. Os ex-artilheiros da SAW inicialmente não gostaram do M27, mas o apreciaram com o passar do tempo. Carregado, ele pesava 4 kg, em comparação com os 10 kg de uma M249, o que era uma diferença significativa em missões de cinco horas. Os artilheiros disseram que eram "duas armas em uma", podendo disparar tiros únicos até 800 m com precisão e disparar no modo automático. Também se parecia os com fuzis de serviço do estilo M16, dificultando a identificação do artilheiro pelas forças inimigas. A liderança dos batalhões também considerou o M27 melhor na prevenção de danos colaterais, pois é mais controlável no modo automático que a M249. A preocupação com a perda do volume de fogo foi compensada por meio de cursos de treinamento desenvolvidos em dezembro de 2010. Com a M249 SAW, a ideia de supressão era o volume de fogo e o som da metralhadora. Com o M27 IAR, a ideia de supressão muda para o combate com fogo de precisão, pois possui precisão de fuzil a longa distância e fogo automático a curta distância. Os atiradores fizeram a transição do fogo de precisão de longo alcance a 700 metros para o fogo supressivo de curto e médio alcance a 200 metros, ambos em posição de bruços. Alguns artilheiros, em combate, foram usados como atiradores designados. Um artilheiro do M27 com um tiro certeiro tem o efeito de três ou quatro tiros automáticos da SAW e ainda tem a opção de um volume mais alto com um agrupamento preciso.
Os fuzileiros navais equipados com o M27 desfrutam de sua familiaridade com as armas do estilo M4 em serviço. Sua ação de pistão a gás de curso curto com um ferrolho rotativo funciona de forma mais fria, mais limpa, requer menos manutenção, há menos desgaste das peças internas e é menos suscetível a defeitos em comparação às armas do tipo M4 / M16, de impacto direto. Os artilheiros do IAR consideram sua precisão de fuzil uma grande melhoria em relação à SAW, apesar da perda do tiro sustentado. Com um orçamento cada vez menor, o Corpo de Fuzileiros Navais está procurando maneiras de implementar o IAR como uma arma multiuso. As sugestões incluíam seu uso como um fuzil automático e como um fuzil de atirador designado, um papel em que ele substituiu o Squad Advanced Marksman Rifle. Além disso, o cano flutuante oferece maior precisão, com aproximadamente 2 MOA em comparação com 4,5 MOA de fuzis M16A4.

## Design

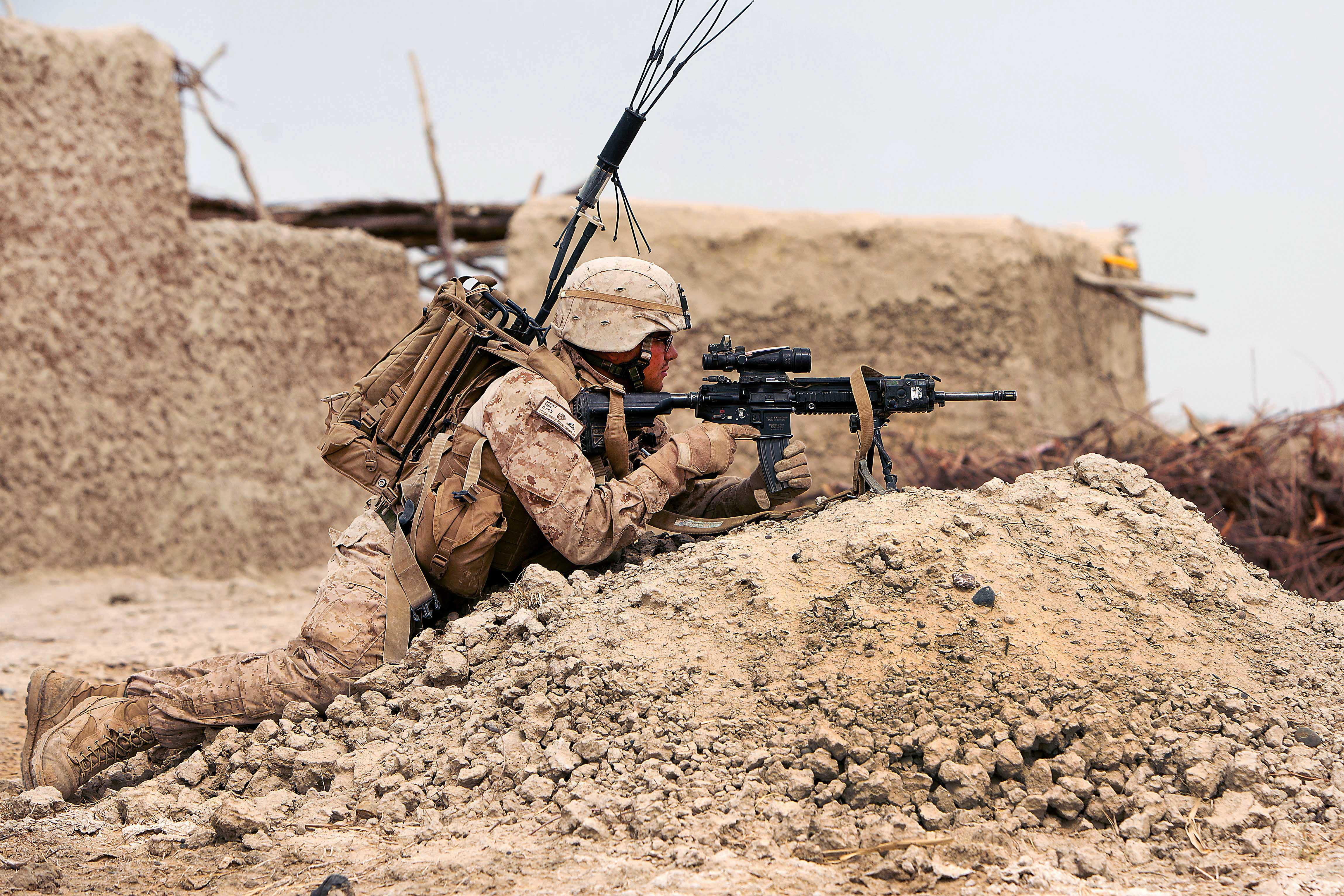
Um fuzileiro naval dos EUA armado com um M27 equipado com um bipé da Harris e uma mira 3,5x Squad Day Optic dá cobertura à sua equipe no Afeganistão em março de 2012.

O M27 é baseado no HK416. Possui uma ação de pistão a gás de curso curto com um ferrolho rotativo e um cano flutuante. O guarda-mão possui quatro trilhos MIL-STD-1913 Picatinny para uso com acessórios e miras. O sistema de fuzil de pistão a gás, mais simples, reduz o tempo necessário para solucionar problemas de funcionamento no IAR em comparação com a M249. Calibres alternativos diferentes de 5,56 estão sendo considerados para o M27.

### Uso
O M27 IAR foi adotado como o fuzil de serviço padrão da infantaria do Corpo de Fuzileiros Navais — substituindo a M4A1 — em 2018. Depois que a mudança for totalmente implementada, o M27 IAR será emitido para todos os fuzileiros da infantaria do Corpo de Fuzileiros Navais, enquanto a M4A1 somente será emitida para fuzileiros navais que não são de infantaria.
O M27 IAR foi originalmente utilizado com substituto proposto para a M249 SAW entre os anos de 2010 e 2017. Durante esse período, foi distribuído um por esquadra de quatro homens, três por esquadrão, 28 por companhia, 84 por Batalhão de Infantaria e 72 por Batalhão de Reconhecimento Blindado Leve, com um total de 4.476 sendo usado pelo Corpo de Fuzileiros Navais como um todo. No entanto, a M249 não foi completamente substituída pelo M27 IAR, e seis M249s ainda estavam sendo usadas por companhias de fuzil entre 2010 e 2017.

### Carregador
O M27 normalmente extrai munição de um carregador STANAG de 30 cartuchos padrão. O carregador STANAG aprimorado com a mesa transportadora anti-inclinação de cor marrom é favorecido em relação à versão anterior com a mesa transportadora verde, porque pode ser inserido mais facilmente e a mesa transportadora anti-inclinação pode lidar com altas cadências de fogo automático, com menos chance de mau funcionamento. Houve problemas com alguns carregadores STANAG se prendendo no encaixe de carregador, especialmente quando pintados e/ou danificados. Enquanto um fuzileiro normalmente transporta sete carregadores de 30 cartuchos, um artilheiro do IAR precisa transportar até dezesseis e pode transportar até vinte e um, devido ao seu papel e à cadência de tiro automática. O encaixe de carregador possui uma abertura alargada que auxilia na inserção do carregador, mas um carregador PMAG 30 GEN M2 não pode ser inserido devido ao seu chanfro plástico frontal. Como o M27 não pode ser alimentado pelos amplamente usados carregadores M2 PMAG, que M4s ou fuzis M16 do esquadrão poderiam admitir, os fuzileiros navais baniram o uso do PMAG em 26 de novembro de 2012 para evitar problemas de intercambiabilidade. Em resposta, a Magpul iniciou o processo de organização da verificação e testes oficiais para seu aprimorado carregador PMAG 30 GEN M3, compatível com os fuzis M27 e os da série M16. Após o teste do Corpo de Fuzileiros Navais do cartucho M855A1 Enhanced Performance Round (EPR) com o M27 mostrar problemas de confiabilidade devido a problemas de alimentação de carregadores padrão, o PMAG 30 GEN M3 Window, que possuía melhor confiabilidade com o EPR, foi aprovado para uso pelos fuzileiros navais em dezembro de 2016 para que os artilheiros do M27 que recebessem cartuchos M855A1 não enfrentassem esses problemas. Devido ao seu papel, carregadores de alta capacidade entre 50 e 100 cartuchos estão sendo explorados.

### Acessórios
O M27 é essencialmente um HK416 com acessórios exigidos pelo Corpo de Fuzileiro Navais. A mira padrão é a ACOG Squad Day Optic (SDO), da Trijicon, oficialmente designada como Sight Unit, SU-258/PVQ Squad Day Optic. É uma mira de metralhadora 3,5×35 que possui outra mira Ruggedized Miniature Reflex (RMR) parafusada na parte superior para combate a curta distância a menos de 100 metros. Criada para a SAW, a Day Optic oferece um pouco menos de ampliação, mas um alívio ocular mais longo do que o da ACOG Rifle Combat Optic (RCO) nos M16s e M4s. O alívio mais longo ajuda a reduzir o risco de lesões por coice. É emitido com a bandoleira Vickers Combat Applications e suportes de trilho para bandoleira, coberturas de guarda-mão AIM Manta Rail, bipé da Harris Bipods, miras de ferro da KAC, um cabo dianteiro e suporte de baioneta. O M27 inicialmente tinha um Grip Pod, que é um cabo dianteiro com pernas de bipé dentro, mas mais tarde foi substituído por um cabo dianteiro e bipé separados.
Em janeiro de 2017, uma unidade do Corpo de Fuzileiros Navais foi implantada com silenciadores anexados aos seus fuzis M27 como parte de um conceito para silenciar todas as armas em um Batalhão de Infantaria. Exercícios mostraram que ter todas as armas silenciadas melhorou a comunicação do esquadrão e surpresa durante ataques; as desvantagens incluíam calor e peso adicionais, maior manutenção e o maior custo de equipar tantas tropas com o acessório.

### M38 DMR
No final de 2017, o Corpo de Fuzileiros Navais começou a usar uma versão otimizada do M27, que recebeu um novo número, o M38 Designated Marksman Rifle (M38 DMR). Embora alguns M27s selecionados tenham sido utilizados como fuzis de atirador desde 2016, a versão M38 equipa os M27s selecionados para precisão com a luneta de potência variável TS-30A2 Mark 4 MR/T 2.5-8x36mm, da Leupold, a mesma mira usada no Mk 12 Special Purpose Rifle. A denominação do M38 seguiu uma convenção semelhante à do M27, sendo nomeada com base no 3º Batalhão, 8º Regimento de Fuzileiros Navais, que testou o fuzil. Em abril de 2018, a entrega para todas três Forças Expedicionárias de Fuzileiros Navais havia sido concluída. Uma versão de atirador do M38, equipada com uma luneta e silenciador QDSS, deve ser colocada em uso por esquadrão de infantaria para atingir alvos a 600 metros. A capacidade operacional total está planejada para setembro de 2018.